# Sota Hirayama
Sota Hirayama (平山 相太, Hirayama Sota, Kitakyushu, 6 juni 1985) is een Japans voormalig voetballer die als aanvaller speelde.

## Carrière
Hirayama speelde voor een universiteitsteam in Japan, genaamd Tsukuba University, voordat hij opviel bij het WK onder 20 in 2005 door onder meer een goal tegen Oranje onder 20. Het leverde hem onder meer een stageperiode op bij Feyenoord, maar die club zag het niet in hem zitten. Heracles Almelo sloeg daarop toe en legde Hirayama vast. Bij zijn debuut, in de eredivisie-wedstrijd tegen ADO Den Haag, mocht Hirayama ruim een kwartier meespelen, waarin hij twee doelpunten maakte en Heracles daarmee de overwinning bezorgde na een 1-0-achterstand. In totaal scoorde Sota Hirayama in de eredivisie acht maal.
Op 5 september 2006 werd bekendgemaakt dat Sota per direct terugging naar zijn thuisland Japan. Persoonlijke redenen, onder meer het vervolgen van zijn studie, zouden hieraan ten grondslag liggen. Enkele dagen later werd bekendgemaakt dat Sota getekend had bij FC Tokyo. Dit zorgde voor ophef bij Heracles, maar nadat de Japanse club een vergoeding aan de club uit Almelo had betaald, luwde dit weer.
Hij vertegenwoordigde zijn vaderland op de Olympische Spelen 2004 in Athene, waar de selectie onder leiding van bondscoach Masakuni Yamamoto in de groepsronde werd uitgeschakeld.

## Statistieken

### Clubs
| seizoen | club            | land      | competitie | duels | goals |
| ------- | --------------- | --------- | ---------- | ----- | ----- |
| 2005/06 | Heracles Almelo | Nederland | Eredivisie | 31    | 8     |
| 2006/07 | Heracles Almelo | Nederland | Eredivisie | 1     | 0     |
| 2006    | FC Tokyo        | Japan     | J-League   | 7     | 2     |
| 2007    | FC Tokyo        | Japan     | J-League   | 20    | 5     |
| 2008    | FC Tokyo        | Japan     | J-League   | 24    | 2     |
| 2009    | FC Tokyo        | Japan     | J-League   | 26    | 4     |
| 2010    | FC Tokyo        | Japan     | J-League   | 30    | 7     |
| 2011    | FC Tokyo        | Japan     | J-League   | 1     | 0     |
| 2012    | FC Tokyo        | Japan     | J-League   | 4     | 0     |
| 2013    | FC Tokyo        | Japan     | J-League   | 21    | 5     |
| 2014    | FC Tokyo        | Japan     | J-League   | 19    | 3     |
| Totaal  | Totaal          | Totaal    | Totaal     | 184   | 36    |

### Interlands
| Japans voetbalelftal | Japans voetbalelftal | Japans voetbalelftal |
| Jaar                 | Wed.                 | Dlp.                 |
| -------------------- | -------------------- | -------------------- |
| 2010                 | 4                    | 3                    |
| Totaal               | 4                    | 3                    |